# Volksbank Weserbergland
Die Volksbank Weserbergland eG war eine Genossenschaftsbank im niedersächsischen Landkreis Holzminden mit Sitz in der Stadt Holzminden. Im Jahre 2017 fusionierte die Bank auf die VR-Bank in Südniedersachsen.

## Geschichte
Am 18. Oktober 1932 erfolgte die Gründung der Vorschußverein Holzminden eGmbH, die am 20. März 1939 zur Volksbank Holzminden eGmbH umbenannt wurde. 1970 erfolgte die Umbenennung von Volksbank Holzminden eGmbH zu Volksbank Weserbergland eGmbH. Durch die Novellierung des Genossenschaftsgesetzes 1974 entfiel der Zusatz eGmbH und es blieb bei dem Kürzel eG. 2001, vor der Zeit der Fusionen mit mehreren Raiffeisenbanken, betrug die Bilanzsumme rund 277 Millionen DM.
Am 6. Juni 2016 wurde mit der benachbarten VR-Bank in Südniedersachsen eG ein Kooperationsvertrag geschlossen, der in eine Fusion beider Banken im Jahre 2017 mündete. Sitz der Bank wurde Holzminden.

## Vorgänger-Institute (fusioniert bzw. verschmolzen)
- Volksbank Weserbergland eG (ab Juni 2017 Firmierung mit der VR-Bank in Südniedersachsen eG und Übernahme des Namens des Kooperationspartners)
  - Volksbank Weserbergland eG (bis 2003) (bis 1970 mit der Bezeichnung Volksbank Holzminden eGmbH) (bis 1939 Vorschussverein Holzminden eGmbH)
    - Spar- und Darlehnskasse Neuhaus eGmbH in Neuhaus im Solling (Übernahme 1959 durch die Volksbank Holzminden eGmbH)
    - Volksbank Polle eGmbH (Fusion 1966 mit der Volksbank Holzminden eGmbH)
    - Raiffeisenbank eG in Hehlen (gegründet 1893, zuletzt 3.447 Mitglieder und eine Bilanzsumme von 144 Millionen DM. Fusion im Jahr 2000 mit der Volksbank Weserbergland eG)
    - Raiffeisenbank eG in Bevern (1900 gegründet, 2001 mit einer Bilanzsumme von 70 Millionen DM. Fusion im Jahr 2002 mit der Volksbank Weserbergland eG)

  - Raiffeisenbank Holzminden eG (gegründet 1901 als Spar- und Darlehnskassen-Verein mit Sitz in Altendorf – 1922 Eingemeindung zu Holzminden –, Fusion mit der Volksbank Weserbergland eG im Jahr 2003). Zuletzt hatte die Raiffeisenbank Holzminden eG 935 Mitglieder, Kundeneinlagen von 21 Mio. Euro und eine Bilanzsumme von 24 Millionen Euro.